# 派拉克
派拉克（法語：Payrac，法語發音：[pɛʁak]）是法国洛特省的一个市镇，位于该省西北部，属于古尔东区。

## 地理
派拉克（44°47'47"N, 1°28'19"E）面积19.5 平方千米，位于法国奧克西塔尼大區洛特省，该省份为法国西南部内陆省份，北起顺时针与科雷兹省、康塔爾省、阿韦龙省、塔恩-加龙省、洛特-加龍省和多尔多涅省接壤。
与派拉克接壤的市镇（或旧市镇、城区）包括：昂格拉尔-诺扎克、卡莱斯、拉莫特费讷隆、卢皮亚克、雷亚盖、鲁菲亚克、勒维冈。

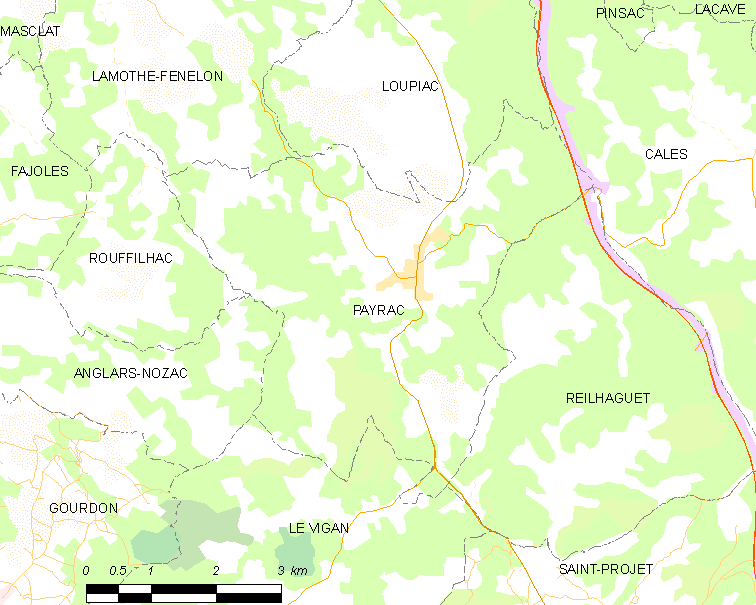
派拉克的OSM定位图

派拉克的时区为UTC+01:00、UTC+02:00（夏令时）。

## 行政
派拉克的邮政编码为46350，INSEE市镇编码为46215。

## 政治
派拉克所属的省级选区为苏亚克县。

## 人口

1962-2008年间派拉克人口变化图示

派拉克于2022年1月1日时的人口数量为666人。